# Mercedes (Uruguay)
 For alternative betydninger, se Mercedes (flertydig). (Se også artikler, som begynder med Mercedes)
Mercedes er en by i den sydvestlige del af Uruguay, med et indbyggertal (pr. 2004) på 42.032. Byen er hovedstad i Soriano-departementet, og blev grundlagt i 1788 af præsten Manuel Antonio de Castro y Careaga. Byen ligger ved bredden af Río Negro-floden.
33°15′S 58°2′V / 33.250°S 58.033°V